# Roter Kleinmazama
Der Rote Kleinmazama (Mazama rufina) ist eine Art der Hirsche, die in Südamerika in den nördlichen Anden in Bergwäldern oberhalb von 1000 Metern vorkommt. Das Verbreitungsgebiet reicht von den venezolanischen Bundesstaaten Zulia, Tachira, Apure, Merida und Trujillo im Norden über die Anden Kolumbiens und Ecuadors bis zur peruanischen Provinz Huancabamba im Süden.

## Aussehen
Der Rote Kleinmazama ist ein relativ kleiner Spießhirsch. Er erreicht eine Kopf-Rumpf-Länge von 85 bis 90 Zentimetern, hat eine Schulterhöhe von etwa 45 Zentimetern, einen ca. 8 Zentimeter langen Schwanz und erreicht ein Gewicht von 10 bis 15 kg. Die Höhe des als einfache, unverzweigte Spieße ausgebildeten Geweihs liegt bei maximal 8 Zentimetern. Die Tiere sind überwiegend rotbraun gefärbt, wobei der Rücken dunkler getönt ist als Brust und Bauch. Kopf und Beine sind schwärzlich. Der schwärzliche Bereich auf dem Kopf reicht von den Nüstern bis zum Nacken, umfasst jedoch nicht die Wangen, die dunkelrot bis rotbraun gefärbt sind. Die schwärzlichen Ohren besitzen einen weiß gefärbten Rand und weiße Haarbüschel im Ohrinnern. Vom Nordpudu (Pudu mephistophiles), der im gleichen Lebensraum vorkommt wie der Rote Kleinmazama, kann letzterer sicher durch die weißen Flecken an der Spitze des Mauls unterschieden werden, die dem Nordpudu fehlen.
Die Zahnformel lautet: {\displaystyle {\frac {0.0.3.3}{4.0.3.3}}}

## Lebensraum und Lebensweise
Der Rote Kleinmazama kommt ab einer Höhe von 1400 Meter über dem Meeresspiegel in tropischen Bergnebelwäldern, in der Yunga und bis zu einer Höhe von 3600 Meter im Páramo, einer in den nördlichen Anden gelegenen, von Reitgräsern (Calamagrostis) und Espeletia-Arten dominierten feuchttropischen, baumlosen, alpinen Hochlandsteppe, vor. Die Bergnebelwälder unterscheiden sich unter anderem durch ein niedrigeres Blätterdach und dichteres Unterholz von den Tieflandregenwäldern. Der Rote Kleinmazama ernährt sich vor allem von Kräutern, daneben werden Blätter, Knospen, Früchte oder anderen pflanzliche Teile verzehrt. Hin und wieder werden auch Insekten verspeist. In den zentralen Anden Kolumbiens besteht die Nahrung aus 40 verschiedenen Pflanzenarten, wobei am meisten Kräuter verzehrt werden. Die Tiere bevorzugen Nachtschatten (Solanum) und Begonien (Begonia umbellata), aber auch Sauerklee (Oxalis) wurde als Nahrungspflanze identifiziert. Häufig werden Salzlecken aufgesucht. Rote Kleinmazamas sind territoriale, einzelgängerische, scheue, vor allem nachtaktive Tiere, die nur selten gesehen werden und deswegen auch nur wenig erforscht sind. Sie sind relativ selten, mit Populationsdichten von 0,06 bis 0,3 Individuen pro Quadratkilometer. Weibchen werden im Alter von einem Jahr geschlechtsreif und bekommen nach einer Tragzeit von 200 bis 220 Tagen ein einzelnes Jungtier. Eine bestimmte Paarungszeit gibt es nicht, Jungtiere werden das ganze Jahr hindurch geboren. Bei der Geburt besitzen sie ein weiß geflecktes Fell. Bis sie alt genug sind, dem Muttertier zu folgen, verharren sie im Verborgenen und werden vom Muttertier nur zum Säugen aufgesucht. Die Entwöhnung findet mit einem Alter von etwa 6 Monaten statt. Die wichtigsten Beutegreifer, die dem Roten Kleinmazama nachstellen, sind der Puma, verwilderte Hunde und der Andenschakal. Um Beutegreifern auszuweichen, leben die Kleinhirsche sehr versteckt, verharren in Gefahrensituationen zunächst still und fliehen bei Entdeckung in dichte Vegetation oder springen auch in Gewässer.

## Systematik
Der Rote Kleinmazama wurde 1851 durch den französischen Zoologen Jacques Pucheran als Cervus rufina erstmals wissenschaftlich beschrieben. Das Art-Epitheton rufina bedeutet „rothaarig“ und verweist auf die Fellfarbe der Tiere. Heute gehört der Rote Kleinmazama zur Gattung der Spießhirsche (Mazama), zu der insgesamt etwa zehn Arten gezählt werden, die in Mittel- und Südamerika verbreitet sind. Die Spießhirsche gehören zur Unterfamilie der Trughirsche (Capreolinae). Die Gattung Mazama ist allerdings nicht monophyletisch. Zu den näheren Verwandten des Roten Kleinmazamas gehört der Großmazama (Mazama americana), der Mexiko-Großmazama (Mazama temama), der Küstenwald-Mazama (Mazama jucunda), der Kleinmazama (Mazama nana) sowie die drei Arten der Gattung Odocoileus (Maultierhirsch, Weißwedelhirsch u. Yucatán-Mazama).
Der im äußersten Norden der Anden vorkommende und 1908 durch den britischen Zoologen Oldfield Thomas beschriebene „Nördliche Zwergmazama“ (Mazama bricenii) ist genetischen Untersuchungen zufolge nur eine Unterart oder ein Synonym des Roten Kleinmazamas, was von der American Society of Mammalogists inzwischen so anerkannt wird.

## Gefährdung
Die IUCN schätzt den Bestand des Roten Kleinmazamas als gefährdet (vulnerable) ein. Der Hauptgrund ist die Zerstörung von Lebensräumen durch das Abholzen und Abbrennen von Bergwiesen und Buschland durch Kleinbauern und Viehzüchter, außerdem der Bergbau, der Straßenbau und die Jagd. Die Art kommt zwar in verschiedenen Schutzgebieten vor, wird aber auch dort vom Menschen gejagt.